# Cneo Tremelio
Cneo o Gneo Tremelio  fue un senador romano del siglo I a. C. y del siglo I, cuya carrera se desarrolló bajo los imperios de Augusto y Tiberio.

## Biografía
Natural de Pompeya, en la regio I de Italia, su primer cargo conocido fue el de praetor urbanus en 17, para ser elegido consul suffectus entre julio y diciembre de 21, bajo Tiberio.